# Andrena korleviciana
Andrena korleviciana är en biart som beskrevs av Heinrich Friese 1887. Andrena korleviciana ingår i släktet sandbin, och familjen grävbin. Inga underarter finns listade i Catalogue of Life.